# Rallus
Rallus là một chi chim trong họ Rallidae.

## Các loài
- Rallus aequatorialis.
- Rallus antarcticus.
- Rallus aquaticus
- Rallus caerulescens.
- Rallus elegans.
- Rallus indicus.
- Rallus limicola.
- Rallus longirostris.
- Rallus madagascariensis
- Rallus semiplumbeus.
- Rallus wetmorei.